# Matiloxis flaviceps
Matiloxis flaviceps là một loài bướm đêm trong họ Noctuidae.